# 김민혁 (1992년 8월)
김민혁(金珉赫, 1992년 8월 16일 ~ )는 대한민국의 축구 선수로 포지션은 공격형 미드필더, 중앙 미드필더, 오른쪽 윙어이며 현재 K리그1 울산 HD 소속이다.

## 클럽 경력
2014년 광운대학교 소속으로 U리그 왕중왕전에 출전하여 MVP에 선정되었다. 2015 시즌을 앞두고 신인자유선발 계약으로 FC 서울에 입단하였다. 2월 17일 하노이 T&T와의 AFC 챔피언스리그 플레이오프 경기에 교체 투입되며 데뷔전을 치렀다. 3월 8일엔 울산 현대와의 리그 개막전에 선발 출전하는 등 시즌 초반 적지 않은 출전 기회를 잡았지만 4월 이후로는 주전 경쟁에서 밀려 시즌 중반부터는 많은 경기에 출전하지 못했다. 2015 시즌 총 리그 6경기에 출전하였다.
2015 시즌 종료 후 광주 FC로 이적하였다.
2018년 포항 스틸러스로 이적하였다. 그러나 포항에서는 기회를 잡지 못하였다.
여름 이적시장에서 남기일 감독이 있는 성남 FC로 이적 하였다.
2022 시즌 후, 울산 현대로 이적하였다.
2023년 10월 29일에 있었던 대구와의 홈 경기에서 아타루의 크로스를 받아 헤딩으로 선제골을 기록하였고, 그 경기에서 2-0 승리를 통해 조기 우승을 확정지었다.

## 경력

### 선수 경력
- 2015년 FC 서울
- 2016년 - 2017년 광주 FC
- 2018년 포항 스틸러스
- 2018년 - 2022년 성남 FC
- 2022년 - 현재 울산 HD

## 수상

### 클럽

#### FC 서울
- FA컵 우승 1회 (2015년)

#### 울산 HD
- K리그1 우승 2회 (2023년, 2024년)